# 三重村 (秋田県)
三重村（みえむら）は秋田県平鹿郡にあった村。現在の横手市南部、東北中央自動車道十文字インターチェンジの西側一帯にあたる。

## 地理
- 河川：雄物川

## 歴史
- 1892年（明治25年）- 平鹿郡十文字村から大字上鍋倉・十五野新田・鼎が分立して村制施行し三重村が発足[1]。
- 1954年（昭和29年）10月1日 - 平鹿郡十文字町と合併して、十文字町が存続[1]。
- 1955年（昭和30年） - 植田村、睦合村と合併し、改めて十文字町が発足。

## 交通

### 道路
現在は旧村域に東北中央自動車道の十文字インターチェンジが所在するが、当時は未開通。